# Wolf-Armin von Reitzenstein
Wolf-Armin Freiherr von Reitzenstein (* 26. April 1940 in München) ist ein deutscher Philologe. Er ist Lehrbeauftragter für bayerische Namenkunde am Institut für Bayerische Geschichte der Ludwig-Maximilians-Universität München und Herausgeber der Blätter für oberdeutsche Namenforschung.

## Leben
Der Abkömmling des oberfränkischen Adelsgeschlechts derer von Reitzenstein studierte nach dem Abitur am Maximiliansgymnasium in München von 1960 bis 1966 Klassische Philologie, Geschichtswissenschaft und Ortsnamenkunde sowie Germanistik an der Ludwig-Maximilians-Universität. 1968 wurde er in den Vorstand des Verbandes für Orts- und Flurnamenforschung in Bayern gewählt und übernahm Redakteursverantwortung für die Fachzeitschrift Blätter für oberdeutsche Namenforschung. Über Untersuchungen zur römischen Ortsnamengebung wurde er 1970 zum Dr. phil. promoviert.
Ab 1972 arbeitete von Reitzenstein im Gymnasialschuldienst am vorgenannten Gymnasium und erhielt im gleichen Jahr einen Lehrauftrag für Ortsnamenkunde am Institut für Bayerische Geschichte der LMU München. Seit 1977 war von Reitzenstein Mitherausgeber, ab 1981 verantwortlicher Herausgeber der Blätter für oberdeutsche Namenforschung. Für die Kommission für bayerische Landesgeschichte bei der Bayerischen Akademie der Wissenschaften übernahm von Reitzenstein im gleichen Jahr die Schriftleitung des Historischen Ortsnamenbuches von Bayern.
Die Henning-Kaufmann-Stiftung zur Förderung der deutschen Namenforschung auf sprachgeschichtlicher Grundlage wählte von Reitzenstein 1982 in den Vorstand. Die Reihe Die Flurnamen Bayerns erschien ab 1982 unter seiner Herausgeberschaft.
Internationale Anerkennung erhielt von Reitzenstein 1984 durch die Wahl zum Mitglied des International Committee for Onomastic Sciences. Drei Jahre später erfolgte die Berufung zum ordentlichen Mitglied der Kommission für bayerische Landesgeschichte. Im Jahre 1989 wurde von Reitzenstein in die Gesellschaft für Fränkische Geschichte gewählt.
Von Reitzenstein ist seit 1991 Mitglied in der Deutschen Gesellschaft für Namenkunde. Weitere Dozenturen erhielt dieser ab 1992 an der Katholischen Universität Eichstätt sowie an den Universitäten Passau und Augsburg.
Von Reitzenstein besitzt ein denkmalgeschütztes Anwesen in München-Neuhausen.

## Veröffentlichungen (Auswahl)
- Die Namen von Alpenpässen. In: Blätter für oberdeutsche Namenforschung. Bd. 53 (2016), S. 3–41. In: Blätter für oberdeutsche Namenforschung. Bd. 53 (2016), S. 3–41.
- Lexikon bayerischer Ortsnamen. Herkunft und Bedeutung. Oberbayern, Niederbayern, Oberpfalz. München 2006, ISBN 978-3-406-55206-9
- Altensteig und Zwerchstraß. Hodonyme als bayerische Ortsnamen. In: Barbara Aehnlich und Eckhard Meineke (Hrsg.): Namen und Kulturlandschaften (= Onomastica Lipsiensia. Leipziger Untersuchungen zur Namenforschung. Bd. 10). Leipzig 2015, S. 287–323.
- Bergnamenforschung einst und jetzt. In: Peter Anreiter und Gerhard Rampl (Hrsg.): Berg- und Flurnamen in Bayern und Österreich. 8. Tagung des Arbeitskreises für bayerisch-österreichische Namenforschung vom 25. bis 27. September 2014 in Innsbruck (= Innsbrucker Beiträge zur Onomastik. Bd. 16). Wien 2016, S. 167–200.
- Berufsbezeichnungen als Ortsnamen in Bayern. In: Blätter für oberdeutsche Namenforschung 55 (2018), S. 15–142.
- Brunnen-Ortsnamen in Bayern. In: Blätter für oberdeutsche Namenforschung 56 (2019), S. 61–236.
- Lexikon fränkischer Ortsnamen. Herkunft und Bedeutung. Oberfranken, Mittelfranken, Unterfranken. München 2009, ISBN 978-3-406-59131-0 (E-Book 2013, ISBN 978-3-406-65803-7).
- Furtnamen oder Poronyme in Bayern. In: Blätter für oberdeutsche Namenforschung. Jg. 40/41 (2003/04), S. 5–143.
- Ortsnamen als Zeugnisse für mittelalterliche Handwerkersiedlungen in Bayern. In: Zeitschrift für bayerische Landesgeschichte. Jg. 78 (2015), S. 365–410.
- Lexikon schwäbischer Ortsnamen. Herkunft und Bedeutung. Bayerisch-Schwaben. München 2013, ISBN 978-3-406-65208-0 (E-Book ISBN 978-3-406-65209-7).
- Brunnen-Ortsnamen in Bayern. In: Blätter für oberdeutsche Namenforschung 56 (2019), S. 61–237.
- Mühlen-Ortsnamen in Bayern. In: Blätter für oberdeutsche Namenforschung 58(2021), S. 35–292.
- Heiligennamen in Bayern. In: Blätter für oberdeutsche Namenforschung 59 (2023), S. 3–140.
- Burgnamen als Ortsnamen in Bayern. In: Blätter für oberdeutsche Namenforschung 60 (2023), S. 59–358.
- Nachruf Friedhelm Debus. In: Blätter für oberdeutsche Namenforschung 60 (2023), S. 3–4.
- Agathenried und Walburguskirchen: Heiligennamen als Bestandteile bayerischer Ortsnamen. In: Blätter für oberdeutsche Namenforschung 61 (2024), S. 33–142.

## Auszeichnungen
- 2006: Aventinus-Medaille des Verbandes bayerischer Geschichtsvereine[3]
- 2015: Bayerischer Verdienstorden
- 2015: Akademie-Preis der Bayerischen Akademie der Wissenschaften